# Свети Никола (острво)
Острво Свети Никола налази се на мање од једног километра удаљености од Будве и представља највеће острво на јужном делу Јадрана. Име је добило по истоименој црквици која се налази на њему.
Острво има бројне увале, покривено је медитеранском вегетацијом. Некада је представљао и природни резерват. На острву има јелена, муфлона, шумских зечева и више врста птица. Има три пешчане плаже, а укупна дужина плажа је 840 m.
Острво Свети Никола је једна од најпрепознатљивијих слика Будве. Једно је од омиљених купалишта Будвана и један од локалитета на који су највише поносни.

## Имена острва
Званично име острва је Свети Никола, али је међу мештанима познато и као Шкољ (итал. scoglio - „стена”. На острву се дуго година налазио и ресторан Хаваји, па је и Хаваји једно од имена по којима је познато ово острво.

## Положај
Острво Свети Никола налази се јужно од Будве. Његов крајњи северозападни рт, који је и уједно и пристаниште, удаљен је од старог града око 800 m, од Словенске плаже (спрудом) око 1.300 m, а од рта који дели Будву од Бечића око 1.200 m.

## Географија
Свети Никола је изразит пример континенталног абразионог острва а уједно представља и готово уништену антиклиналу. 
Континентална абразиона острва, према општој подели острва, припадају групи континенталних острва. Према тој подели постоје две велике група острва, континентална и самостална. Континентална острва била су у прошлости интегрални делови континената. Континентална абразиона острва настају у процесу механичког рада таласа. Таласи се руше о обалу и клиф, абрадирају их и уназадно померају. Дуготрајним деловањем тог рушилачког рада од некадашњег клифа заостају поједини истурени стеновити остењаци, који штрче изнад морске површине у виду мањих стеновитих острва. Абразија поступно наставља да уништава ова стеновита острва тако да од њих заостају само стеновити спрудови и шкољеви. Оваква острва веома су бројна на јадранској обали.

### Опште карактеристикe острва Свети Никола
- Острво Свети Никола има површину од око 47 хектара.
- Пружа се у правцу северозапад-југоисток.
- Морфолошки га чине:
  - изразито стрма стеновита падина према југозападу и
  - падина прекривена макијом, која се спушта према североистоку и завршава неприступачном обалом, са знатно блажим нагибом, који у просеку износи 45%.
  - северни део са природним плажама које се настављају на спруд, којим се, у посебним условима нивоа мора може пешке доћи од Словенске плаже до острва.[3]

Острво је веома издуженог облика. Дугачко је око 1.750 m, а широко од 350 до 400 m. Највиша кота на острву износи 120,3 мнм. Обалу острва отворену ка мору карактеришу стрми, скоро вертикални стеновити клифови. Због веома велике изложености дејству таласа, појава вегетације је могућа тек на котама које су десетак и више метара изнад нивоа мора. Обала острва окренута ка копну је веома добро заштићена од дејства таласа.
Рељеф острва је настао дејством абразионих и акумулационих процеса на контакту мора и копна, при чему абразиони облици, по броју и разноврсности, преовлађују у односу на акумулационе.
Абразиони облици, карактеристични за камените обале на отвореном мору, изграђене су од кластичних стијена терцијарног флиша и карбонатних седимената тријаске, јурске и кредне старости. Ове стене на извесним одсецима стварају клифове. На стварање абразионих облика утицали су, поред морске ерозије, кретање маса и раседна неотектоника, што показује да је претежни део обалног рељефа полиморфне генезе.

### Спруд
Острво је повезано са Будвом подморским спрудом Туња, на којем се за време осеке водостај спушта на свега пола метра, па се готово може прегазити.

## Климатски услови
- Температура ваздуха: Током најтоплијих летњих месеци (јул-август) максимална температура ваздуха има средње вредности око 29 °C, а током најхладнијих зимских месеци (јануар-фебруар) 12-13 °C. Минимална температура ваздуха у зимским мјесецима има просјечну вриједност око 5 °C, а у летњим око 20 °C. Ни у једном месецу средња температура није испод 8 °C. Средња месечна температура изнад 10 °C почиње релативно рано, већ у марту и завршава се у новембру.
  - Број врелих дана: Летњих дана са највишом дневном температуром изнад 25 °C има око 104 годишње, највише у јулу и августу (око 29 месечно). Тропских дана са највишом дневном температуром изнад 30 °C има око 22,5, углавном у јуну, јулу, августу и септембру.
  - Мразни дани: Мразних дана са најнижом температуром током 24 сата испод 0 °C има око 5 годишње, у децембру, јануару и фебруару, а ређе и у марту.
- Падавине: Максимум падавина јавља се током зимског, а минимум током љетњег периода године. Највише падавина има у октобру, новембру и децембру са око 30-40%, а најмањи јуни, јули и август са око 10%. Током зимског периода дневни просек падавина износи 5-8 л/м², мада може достићи и 40 л/м². У љетњем периоду дневни просек падавина износи свега око 1 л/м².[6]
- Влажност ваздуха: Релативна влажност ваздуха показује веома стабилан ход током године. Максимум средњих месечних вредности јавља се током прелазних мјесеци (април-мај-јуни и септембар-октобар), а минимум углавном током љетњег периода, у неким случајевима и током јануара и фебруара. Средња годишња релативне влажност ваздуха износи 69,1% (минимална 63,5% у јулу, максимална 72,7% у мају).
- Облачност: Повећана облачност карактеристична је током зиме. Насупрот томе, у летњем периоду су ове вриједности мале. На Приморју је током године у просјеку 42% неба покривено облацима. Облачност у љетњем периоду је мања у односу на просечну годишњу за око 40%.
- Осунчаност: Просјечно годишње има око 2.455 часова осунчавања, од којих је 931 током лета (јун, јул и август), што значи да око 40% годишњег осунчавања припада овим месецима. Зими је осунчавање је знатно смањено. Током јануара Приморје има свега око 125 часова, што представља 5% годишње вредности.[7]
- Усталасаност мора: Обала окренута отвореном мору је изложена дејству таласа из јужног, југозападног и западног правца. И поред изузетне изложености дејству таласа, на неколико локација дуж те обале су формиране веома мале природне плаже. Приступ тим плажама могућ је само чамцима. Обала окренута ка копну је веома добро заштићена од дејства таласа. На ту обалу делују само таласи проузроковани ветровима са копна. Због близине копна висина ових таласа је релативно мала. Просечна годишња заступљеност тишине је изузетно висока и износи чак 60% (море без таласа).
- Ветар: Учесталост ветрова из свих праваца ван квадранта југ-запад је свега 19,2%. Ветрови из јужног правца су меродавни и у погледу максималних брзина ветрова из квадранта југ-запад. Максимална измерена брзина ветра из јужног правца износи 17,5 м/с, док је максимална брзина ветрова из југозападног правца 12,0 м/с.[7]

## Флора и фауна
Вегетација на острву је природно формирана од аутохтоних биљних врста. Осим стрме, стеновите, југозападне обале, острво је потпуно прекривено вегетацијом. Међу дрвенастим врстама најзаступљенији су борови и смреке (клеке). Од некадашњих пољопривредних површина остали су само занемарљиви трагови.
Острво насељава велики број птичијих врста као и известан број примерака јелена и муфлона. Ово острво је до скоро било природни резерват великог броја животиња. Средином шездесетих година на острво су Бриона доведена два пара јелена лопатара, а насељени су и муфлони, шумски зечеви и фазани. Према неким информацијама, на острву је својевремено живело око 50 примерака јелена, који су се пред ноћ спуштали до самих плажа. Нажалост, сматра се да су они побијени у криволову у првим деценијама 21. века.

## Туристичке вредности острва
Северни део острва, иако незнатне површине у односу на острво у целини, због својих плажа, приступачности и амбијента у целини чини основну туристичке вредност острва. Један је од главних примера дивље лепоте у Црној Гори, јер на преко два километра дужине има свега неколико плажа, које су међусобно неповезане и до којих је једино могуће доћи с мора. Ове плаже су лепо уређене и до њих је лети могуће доћи бродићима који туристе превозе са будванске обале. Из Будве се током туристичке сезоне редовно организују целодневни излети на дневно купање, привлачни за све оне који траже мир и приватност. Туристе до пристаништа на острву довозе бродићи и чамци. До мањих плажа на јужној страни острва, испод стрмих стена према мору, може се доћи само баркама. Плаже су дуге укупно 840 м, а њихова површина је 2.700 м² Иако је ненасељено, на њему се налази неколико туристичких објеката, пристан за чамце и уређени кеј.
Острво Свети Никола доспело је на Форбсову листу најлепших европских острва, у гласању за Најбољу дестинацију Европе.

## Историја

### Црква
На острву се налази црква посвећена Светом Николи, заштитнику помораца. Претпоставља се да је саграђена у 16. веку. Обновљена је 1864. године као једноставна, једнобродна грађевина. Црква је регистрована као споменик културе
III категорије. У разорном земљотресу који је 1979. године погодио Црну Гору, црква је била готово потпуно разрушена, али је накнадно поново обновљена, Око цркве се налази гробље које је било активно све до 1936. године. али је ретко отворена за посетиоце.

### Легенде
Бројне су приче и легенде везане за ово острво. Према једној од њих, цркву на острву су подигли крсташи који су крајем 11. века пролазили овим крајем, на повратку у своју домовину. Легенда говори да је крсташке ратнике овде погодила епидемија куге, која је и усмртила неке од њих. Преживели су после епидемије на острву подигли цркву, а преминуле сахранили у простору око цркве. Гробље се и данас ту налази.
Друга легенда везана је за настанак спруда Туња и Светог Саву. Наиме, Свети Сава је у два наврата (1229. и 1234) из Будве полазио за Палестину, у посету хришћанским светилиштима у Светој земљи. Према овој легенди, приликом поласка на једно од тих путовања, почело је велико невреме, а брод којим је требало да путује чекао је склоњен у заветрини острва Свети Никола. Свети Сава није могао дасе укрца па је, чекајући на обали, у воду бацао каменчиће, од којих се створио пут до острва којим су он и његови пратиоци стигли до брода.

## Урбанизација
Планом урбанизације на острву је била предвиђена градња хотела са 750 лежаја и марине са 50 везова. Против овог плана 2018. године организован је протест под називом „Да нам Шкољ не отплови”. Протесту се одазвао велики број грађана. О градњи на острву се размишљало и пре Другог светског рата.